# Cochlospermum tetraporum
Cochlospermum tetraporum är en tvåhjärtbladig växtart som beskrevs av H.Hallier. Cochlospermum tetraporum ingår i släktet Cochlospermum och familjen Cochlospermaceae. Inga underarter finns listade i Catalogue of Life.

## Bildgalleri

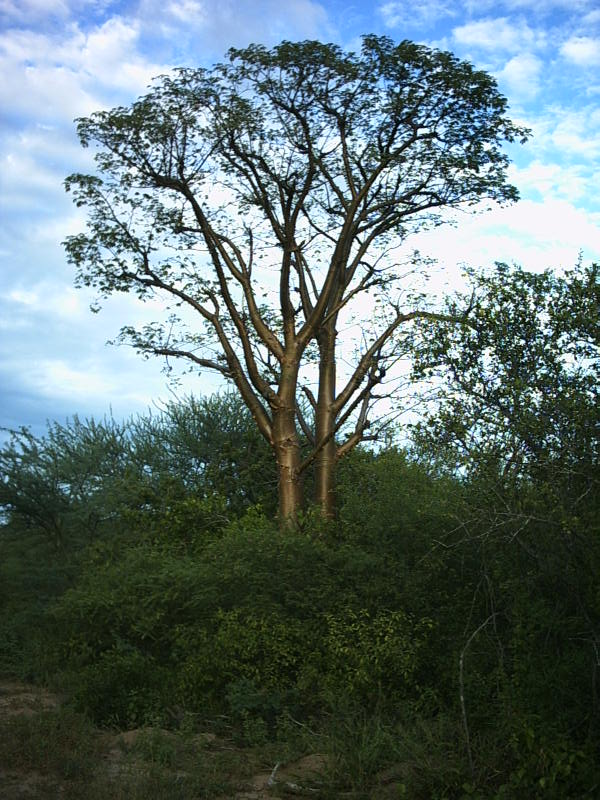